# Tanganyikakilli
Tanganyikakilli (Lamprichthys tanganicanus) är en art av äggläggande tandkarp ("killi-fisk") som först beskrevs av Boulenger, 1898. Den ingår i släktet Lamprichthys och familjen Poeciliidae. IUCN kategoriserar arten globalt som livskraftig. Inga underarter finns listade i Catalogue of Life.